# 센리야마역
센리야마역(일본어: 千里山駅, せんりやまえき)은 일본 오사카부 스이타시에 소재하는 한큐 전철 센리 선의 역이다. 역 번호는 HK-92이다.

## 역사
- 1921년 10월 26일: 기타오사카 전기철도 도요쓰 ~ 당역간 연장 개통과 동시에 영업 개시. 개통 당시에는 종착역이었음.
- 1923년 4월 1일: 노선 양도에 의하여 신케이한 철도역이 됨.
- 1930년 9월 15일: 회사 합병으로 게이한 전기철도 센리야마 선의 역이 됨.
- 1943년 10월 1일: 회사 합병으로 두 역이 모두 게이한신 급행전철(현, 한큐 전철)의 역이 됨.
- 1963년 8월 29일: 센리야마 선이 신센리야마 역(현, 미나미센리 역)까지 연장되면서 중간역이 됨.
- 1967년 3월 1일: 센리야마 선이 센리 선으로 노선명이 변경되어 당역도 본 소속이 됨.
- 1988년 4월 8일: 신역사(센리야마 한큐 빌딩) 개업.

## 역 구조
상대식 승강장 2면 2선의 지상역이다. 분기기, 절대 신호가 없어 정류장으로 분류된다. 상하행선의 승강장 쪽 양쪽으로 개찰구가 있고 각 승강장 사이는 지하도로 연결된다.
간다이 앞역과의 역간 거리는 800m 정도 된다.

### 승강장
| 서 | ■ 센리 선(하행) | 야마다・기타센리 방면                                  |
| 동 | ■ 센리 선(상행) | 오사카 (우메다)・덴가차야・교토・고베・다카라즈카 방면 |

※ 승강장 번호는 설정되지 않았다.

## 역 주변
역이 위치한 센리 구릉은 과거 초목으로 덮인 구릉이었지만, 철도 개통으로 인하여 주택지로 개발이 진행되었다. 역 서쪽에는 센리야마 주택지가 다이쇼 시대부터 조성되어 역 동쪽에는 쇼와 30년대부터 센리야마 단지가 주택 공단에 의해서 건설되었다. 센리야마 주택지는 런던 교외의 전원 도시 레치워스를 모델로 개발되어 기타셋쓰의 고급 주택가로 알려졌다.
- 센리 절
- 센리 산 신사(다루미 니시하라 고분 절터)
- 단립 센리 기독교 교회
- 센리나오미 유치원
- 센리 우체국
- 긴키오사카 은행 센리야마 출장소
- 미나토 은행 센리야마 지점
- 기타오사카 신용 금고 센리야마 역전 지점
- 에이스 증권 천리산 지점
- 센리 마켓
- 스이타 시립 센리 제2초등학교(스이타 시립 센리 제2유치원)
- 스이타 시립 센리야마 보육원
- 센리 그레이스 유치원
- 스이타 시립 센리야마・사이데라 도서관
- 스이타 시 실버 인재 센터
- 간사이 대학 - 학부에 의해서는 간다이 앞역보다 가깝다.
- 사이데라
- BiVi센리야마(한큐 오아시스 센리야마점)

## 사진

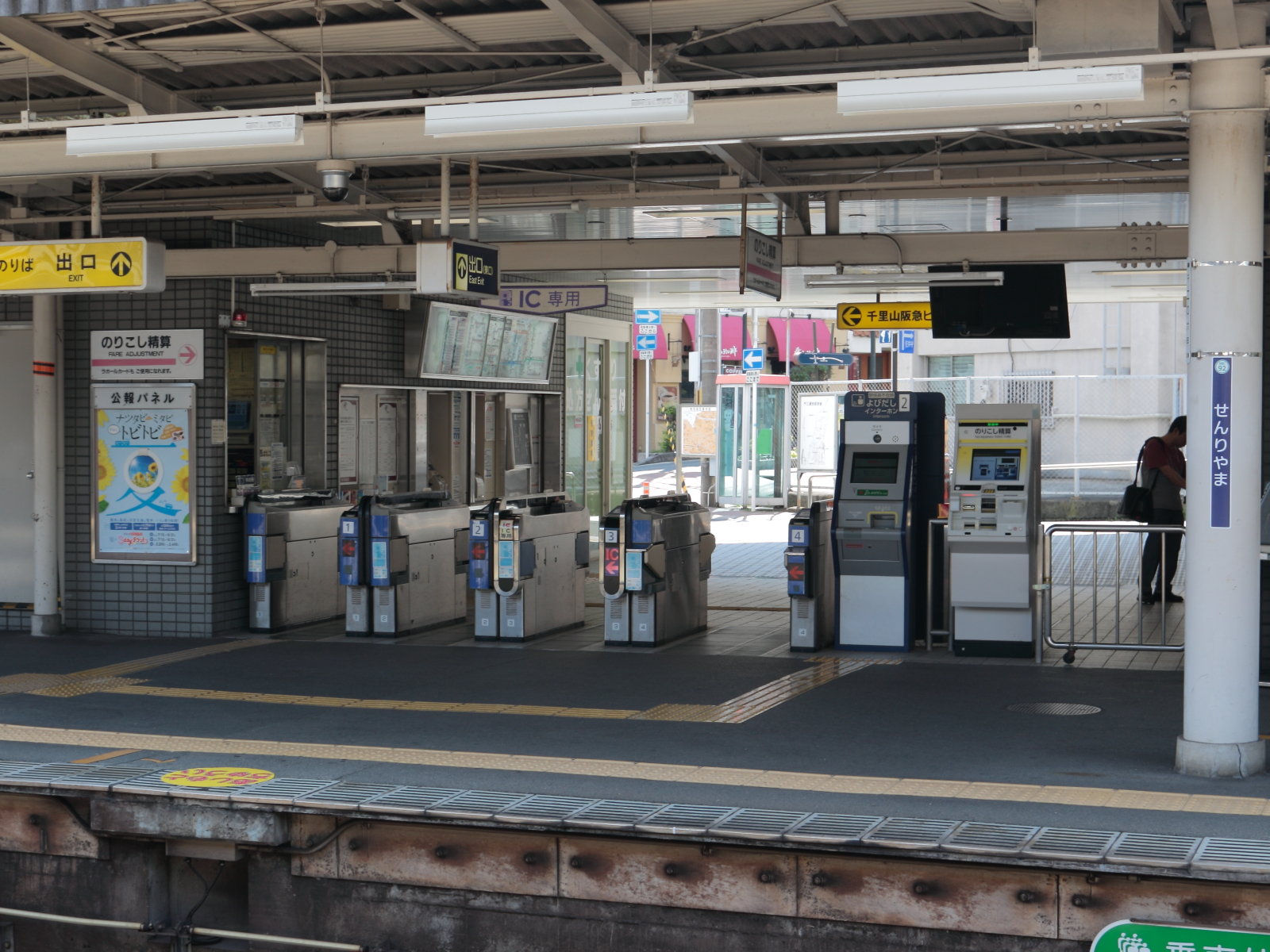
서쪽 개찰구
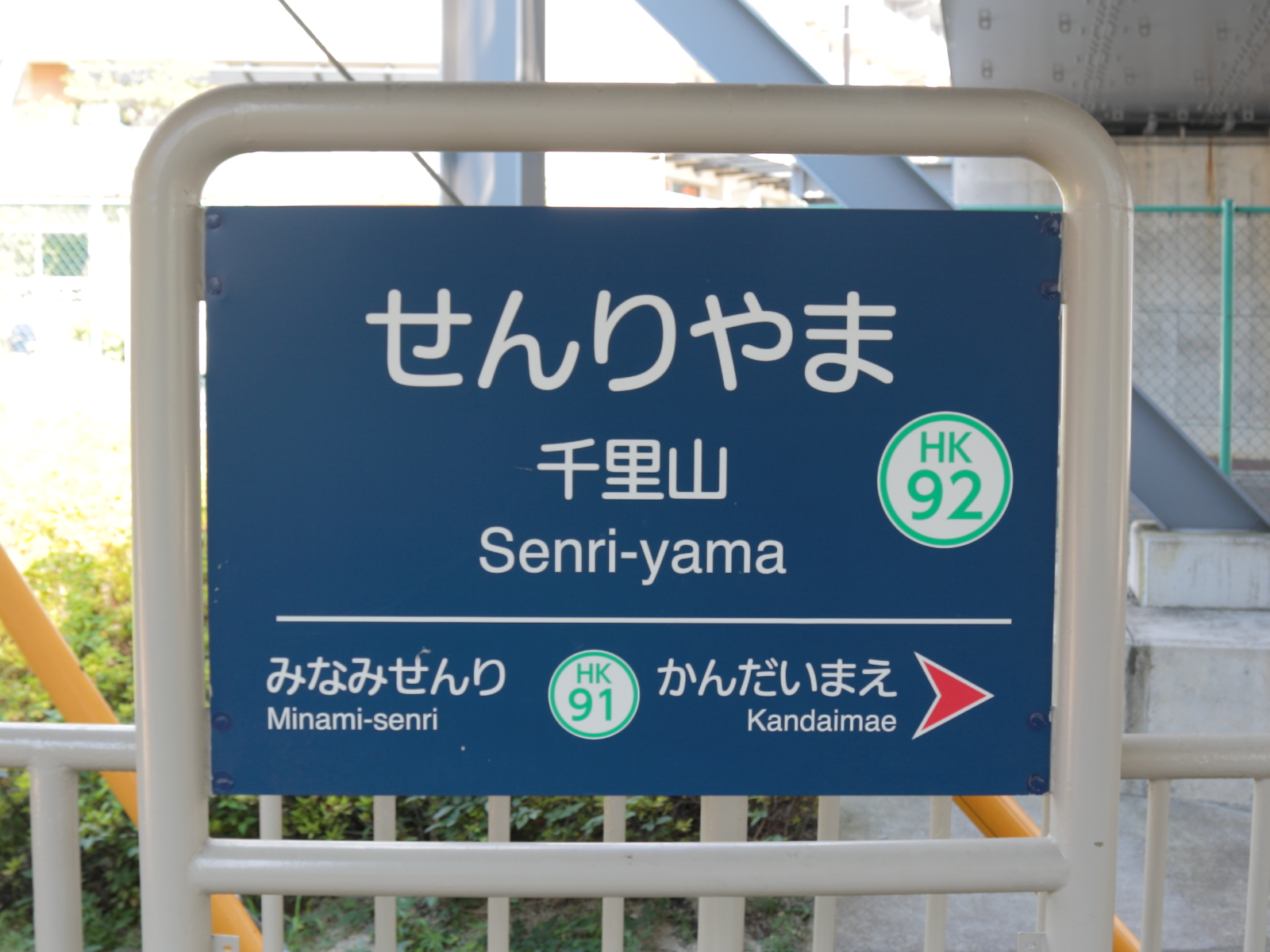
역명판

## 인접역
| 한큐 전철 ■ 센리 선                     | 한큐 전철 ■ 센리 선 | 한큐 전철 ■ 센리 선            |
| --------------------------------------- | ------------------- | ------------------------------ |
| HK-91 간다이 앞 덴진바시스지 6초메 방면 |                     | 미나미센리 HK-93 기타센리 방면 |